# Proporção cérebro-massa corporal

Proporção cérebro-massa corporal de alguns mamíferos (em inglês).

A proporção cérebro-massa corporal, é uma relação que existe entre o peso do cérebro e o peso corporal, que hipoteticamente pode estimar aproximadamente a inteligência de um animal. Uma medida mais complexa é a taxa de encefalização, que leva em conta os efeitos alométricos do tamanho corporal altamente variável entre os diferentes taxa.